# Drymonia nigrescens
Drymonia nigrescens är en fjärilsart som beskrevs av Barend J. Lempke 1959. Drymonia nigrescens ingår i släktet Drymonia och familjen tandspinnare. Inga underarter finns listade i Catalogue of Life.